# Kakogawa, Hyōgo
Thành phố Kakogawa (tiếng Nhật: 加古川市) là một đô thị loại đặc biệt thuộc tỉnh Hyōgo, vùng Kinki, Nhật Bản.
Thành phố ở phía Nam của tỉnh, cách thành phố Osaka chừng 1 giờ tàu hỏa. Thành phố được xây dựng làm khu đô thị mới phục vụ hai thành phố Kobe và Himeji. Hiện thành phố này rộng 138,51 km², và có 267.723 dân (ước ngày 1/8/2008).